# Biscoitos (Candelária)
Os Biscoitos são um povoado português localizado na freguesia da Candelária, concelho da Madalena do Pico, ilha do Pico, arquipélago dos Açores.